# Полсинген
Полсинген (њем. Polsingen) општина је у њемачкој савезној држави Баварска. Једно је од 27 општинских средишта округа Вајсенбург-Гунценхаузен. Према процјени из 2010. у општини је живјело 2.008 становника. Посједује регионалну шифру (AGS) 9577162.

## Географски и демографски подаци
Полсинген се налази у савезној држави Баварска у округу Вајсенбург-Гунценхаузен. Општина се налази на надморској висини од 443 метра. Површина општине износи 33,9 km². У самом мјесту је, према процјени из 2010. године, живјело 2.008 становника. Просјечна густина становништва износи 59 становника/km².